# Michel Lizin
Michel Lizin est un homme politique belge à tendance socialiste, journaliste et écrivain.

## Biographie
Michel Lizin est, depuis les années 1980, journaliste en sport automobile, spécialisé en rallye, travaillant principalement pour l'hebdomadaire français Autohebdo.
Il est, par ailleurs, le mari d'Anne-Marie Lizin, Bourgmestre de Huy de 1983 à 2009. 
Il est l'auteur d'une dizaine de livres concernant le rallye automobile.
Il est né[Quand ?] et habite à Huy.

## Parcours politique
En 1970, il est élu conseiller communal PS à Huy et fait partie, pendant plusieurs années, de l'exécutif national des JS (Jeunes Socialistes) en compagnie, entre autres, de Freddy Thielemans, l'ancien bourgmestre de Bruxelles.
En 2009, il est candidat du MS (Mouvement socialiste (Belgique)). Il est tête de liste dans la circonscription de Huy-Waremme.
Il récolte 934 voix, mais il n'est pas élu.